# Statuia lui George Bacovia din Bacău
Statuia lui George Bacovia din Bacău, operă a sculptorului Constantin Popovici, este amplasată în fața Bibliotecii Municipale.
Statuia, turnată în bronz, cu înălțimea de 3,25 m, așezată pe un soclu de 8x8 m, îl reprezintă pe neosimbolistul băcăuan în picioare, cu capul plecat, desculț, fără straie pe el și zgribulit de frig, surprinzând perfect esența stilului bacovian.
Statuia este clasată ca monument istoric.